# José Della Torre
José Della Torre (San Isidro, 23 marzo 1906 – Lanús, 31 luglio 1979) è stato un allenatore di calcio e calciatore argentino, di ruolo difensore.

## Palmarès

### Giocatore

#### Competizioni nazionali
- Copa de Honor Adrián Beccar Varela: 2

Racing Club: 1932, 1933
- Copa de Competencia Liga Argentina: 1

Racing Club: 1933

### Allenatore

#### Competizioni nazionali
- Campionato argentino: 1

Racing Club: 1958